# Neobola
Neobola is een geslacht van straalvinnige vissen uit de familie van Eigenlijke karpers (Cyprinidae).

## Soorten
- Neobola bottegoi Vinciguerra, 1895
- Neobola fluviatilis (Whitehead, 1962)
- Neobola nilotica Werner, 1919
- Neobola stellae (Worthington, 1932)